# 모나리자 (2016년 영화)
모나리자(Mona Lisa)는 한국에서 제작된 송현석 감독의 2016년 드라마 영화이다. 이승준 등이 주연으로 출연하였다.

## 출연

### 주연
- 이승준
- 김세환
- 신지이
- 박수연

### 조연
- 이수란
- 송현석

## 제작진
- 프로듀서: 김승규
- 조명: 문경진
- 조연출: 김승연
- 동시녹음: 김선우